# 8-й смешанный авиационный корпус
8-й смешанный авиационный корпус (8-й сак) — соединение Военно-Воздушных сил (ВВС) Вооруженных Сил РККА, принимавшее участие в боевых действиях Великой Отечественной войны.

## Наименования корпуса
- 8-й смешанный авиационный корпус
- 5-й штурмовой авиационный корпус
- 5-й Винницкий Краснознаменный орденов Кутузова II степени и Богдана Хмельницкого II степени штурмовой авиационный корпус
- 9-й Винницкий Краснознаменный орденов Кутузова II степени и Богдана Хмельницкого II степени смешанный авиационный корпус

## Создание корпуса
8-й смешанный авиационный корпус сформирован 15 марта 1943 г. на основании Решения Государственного комитета обороны

6. Смешанный авиакорпус № 8 сформировать к 15 марта 1943 г. В состав авиакорпуса включить: 291 штурмовую авиадивизию Ил-2 резерва Ставки и 212 штурмовую авиадивизию Ил-2 и 256 истребительную авиадивизию Ла-5, выведя их в резерв Ставки из состава 3 Воздушной армии Калининского фронта.Формирование авиакорпуса провести в районе г. Калинин.Командиром смешанного авиакорпуса № 8 утвердить полковника Каманина Н. П.— Постановление № ГКО-2880сс от 13 февраля 1943 года

## Преобразование корпуса
8-й смешанный авиационный корпус решением НКО СССР 21 июля 1943 года преобразован в 5-й штурмовой авиационный корпус

## В действующей армии
- с 9 июля 1943 года по 21 июля 1943 года, всего 13 дней[3]

## Командование корпусом

### Командир корпуса
- полковник Каманин Николай Петрович[4] с 13 февраля 1943 года по 17 марта 1943 года
- генерал-майор авиации Каманин Николай Петрович[4] с 17 марта 1943 год по 21 июля 1943 года

### Заместитель по политической части — начальник политического отдела
Полковник Н. Я. Кувшинников — с 03.03.1943

### Начальник штаба
Полковник Г. И. Яроцкий — с 03.03.1943

## В составе объединений
| Объединение                                                                           | Период                  |
| ------------------------------------------------------------------------------------- | ----------------------- |
| Резерв верховного главного командования Степного Военного Округа                      | 15.03.1943 — 30.04.1943 |
| 5-я воздушная армия Резерва Верховного Главного Командования Степного Военного Округа | 30.04.1943 — 09.07.1943 |
| 5-я воздушная армия Степной фронт                                                     | 09.07.1943 — 19.07.1943 |
| 2-я воздушная армия Воронежского фронта                                               | 19.07.1943 —21.07.1943  |

## Соединения, части и отдельные подразделения корпуса
| - 212-я штурмовая авиационная дивизия - 671-й штурмовой авиационный полк - 685-й штурмовой авиационный полк - 687-й штурмовой авиационный полк - 256-я истребительная авиационная дивизия - 32-й истребительный авиационный полк - 91-й истребительный авиационный полк - 728-й истребительный авиационный полк - 157-й истребительный авиационный полк - 423-я отдельная авиационная эскадрилья связи - 294-я отдельная рота связи - 1457 военно-почтовая станция |

| - 212-я штурмовая авиационная дивизия - 671-й штурмовой авиационный полк - 685-й штурмовой авиационный полк - 687-й штурмовой авиационный полк - 264-я штурмовая авиационная дивизия - 235-й штурмовой авиационный полк - 451-й штурмовой авиационный полк - 809-й штурмовой авиационный полк - 256-я истребительная авиационная дивизия - 32-й истребительный авиационный полк - 91-й истребительный авиационный полк - 728-й истребительный авиационный полк - 423-я отдельная авиационная эскадрилья связи - 294-я отдельная рота связи - 1457 военно-почтовая станция |

| - 4-я гвардейская штурмовая авиационная дивизия - 90-й гвардейский штурмовой авиационный полк - 91-й гвардейский штурмовой авиационный полк - 92-й гвардейский штурмовой авиационный полк - 264-я штурмовая авиационная дивизия - 235-й штурмовой авиационный полк - 451-й штурмовой авиационный полк - 809-й штурмовой авиационный полк - 256-я истребительная авиационная дивизия - 32-й истребительный авиационный полк - 91-й истребительный авиационный полк - 728-й истребительный авиационный полк - 423-я отдельная авиационная эскадрилья связи - 294-я отдельная рота связи - 1457 военно-почтовая станция |

| - 4-я гвардейская штурмовая авиационная дивизия - 90-й гвардейский штурмовой авиационный полк - 91-й гвардейский штурмовой авиационный полк - 92-й гвардейский штурмовой авиационный полк - 264-я штурмовая авиационная дивизия - 235-й штурмовой авиационный полк - 451-й штурмовой авиационный полк - 809-й штурмовой авиационный полк - 256-я истребительная авиационная дивизия - 32-й истребительный авиационный полк - 91-й истребительный авиационный полк - 423-я отдельная авиационная эскадрилья связи - 294-я отдельная рота связи - 1457 военно-почтовая станция |

## Участие в операциях и битвах
Корпус вел боевые действия на Степном и Воронежском фронтах.

## Гвардейские части
- 212-я штурмовая авиационная дивизия переименована в 4-ю гвардейскую штурмовую авиационную дивизию[5]
- 671-й штурмовой авиационный полк переименован в 90-й гвардейский штурмовой авиационный полк[5]
- 685-й штурмовой авиационный полк переименован в 91-й гвардейский штурмовой авиационный полк[5]
- 687-й штурмовой авиационный полк переименован в 92-й гвардейский штурмовой авиационный полк[5]